# Villerscollege

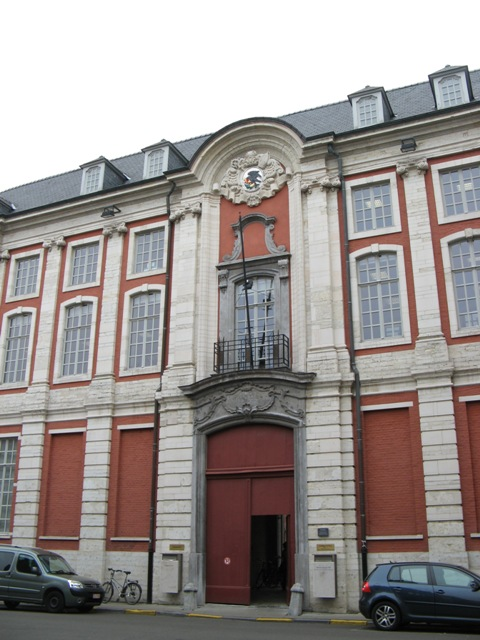
De voorgevel van het Villerscollege in de Vaartstraat

Het Villerscollege is een gebouw aan de Vaartstraat in de Belgische stad Leuven. Het was oorspronkelijk een refugiehuis van de abdij van Villers en college van de Universiteit Leuven en doet thans dienst als gerechtsgebouw en huisvest ook het Rijksarchief te Leuven.

## Geschiedenis

### Eerste Villerscollege
De cisterciënzerabdij van Villers bezat sinds eind 13e eeuw huizen in de buurt van de Vaartstraat in Leuven, onder meer een refugiehuis dat werd verbouwd onder abt Francon Calaber en student-monniken huisvestte. In de noordvleugel van het college werd in 1637 een gedenksteen ingemetseld die aan een verbouwing door abt Henri van der Heyden herinnert. Het eigenlijke college van Villers (Collegium Villariense) werd in 1660 door abt Bernard Van der Hecken gesticht. Hiervoor kreeg hij de hulp van Paul Chifflet, monnik in Villers en oud-student theologie aan de Leuvense universiteit. De eerste president van het nieuwe college was Servatius Gillet, voormalig novicemeester in Villers. Samen met het Aulnecollege werd het Villerscollege in 1662 in de universitaire structuur ingebracht.

### Tweede Villerscollege
Het huidige collegebouw kwam in 1757-1764 onder de abten Martin Staigner en Daniel Daix tot stand. De architect is onbekend. In het verleden werd het gebouw aan Laurent-Benoît Dewez toegewezen, maar gezien de eerder weelderige bouwstijl is deze toeschrijving onwaarschijnlijk. Na de opheffing van de Leuvense universiteit in 1797 werd het college privébezit. Het werd opgedeeld in privéwoningen door de inbreng van tussenschotten die niet in de oorspronkelijke structuur van de gebouwen ingrepen. De poort in de uiterst linkse travee van de straatgevel werd in de vroege 19e eeuw aangebracht. De gebouwen zelf werden in 1822 verkocht aan Jan Cops, die ze een jaar later verkocht aan Jan Baptist Staes, blauwverver en lijnwaadkoopman. In 1824 brak er een brand uit die echter geen noemenswaardige schade aanrichtte. In 1873 kocht het redemptoristinnenklooster van Brugge het voormalige universitaire college. Zij ondernamen aanpassingen en de inrichting van een kapel door Eugène Nève, maar verhuisden in 1889 naar de Tervuursestraat.
De Katholieke Universiteit Leuven werd de nieuwe eigenaar van het gebouw. Ze bracht er het departement Plantkunde onder. Jean-Baptiste Carnoy, een vooraanstaand onderzoeker op het gebied van de celbiologie, richtte er laboratoria voor microscopisch onderzoek in, waarna het ook als het Carnoy-instituut bekendstond. Na de Eerste Wereldoorlog werd in de tuin een L-vormige uitbreiding met auditoria en laboratoria naar een ontwerp van Théodore Van Dormael gebouwd. In 1982 verliet het departement Plantkunde het Villerscollege en verhuisde het naar de campus Arenberg in Heverlee.
Sinds 1990 is het voormalige Villerscollege eigendom van de Regie der Gebouwen van de Belgische Staat. Datzelfde jaar werd de vroeg 20e-eeuwse vleugel van Van Dormael afgebroken en een jaar later vatte de restauratie van het gebouw aan. Sinds 2001 is het Rijksarchief te Leuven, ten gevolge van de opdeling van de provincie Brabant in 1995, er gevestigd. Ook de vredegerechten van de drie Leuvense kantons binnen het gerechtelijk arrondissement Leuven zijn er ondergebracht.

## Galerij

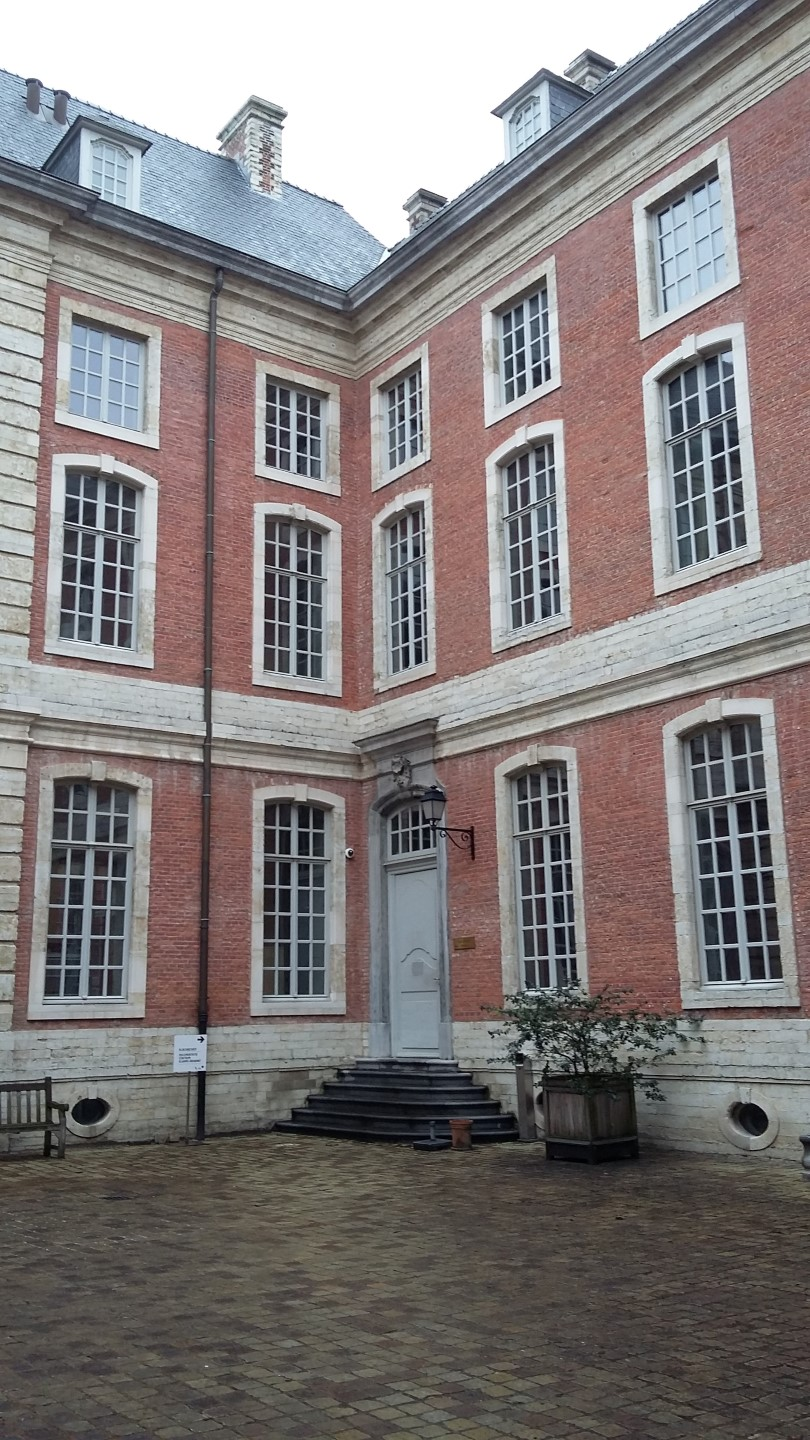
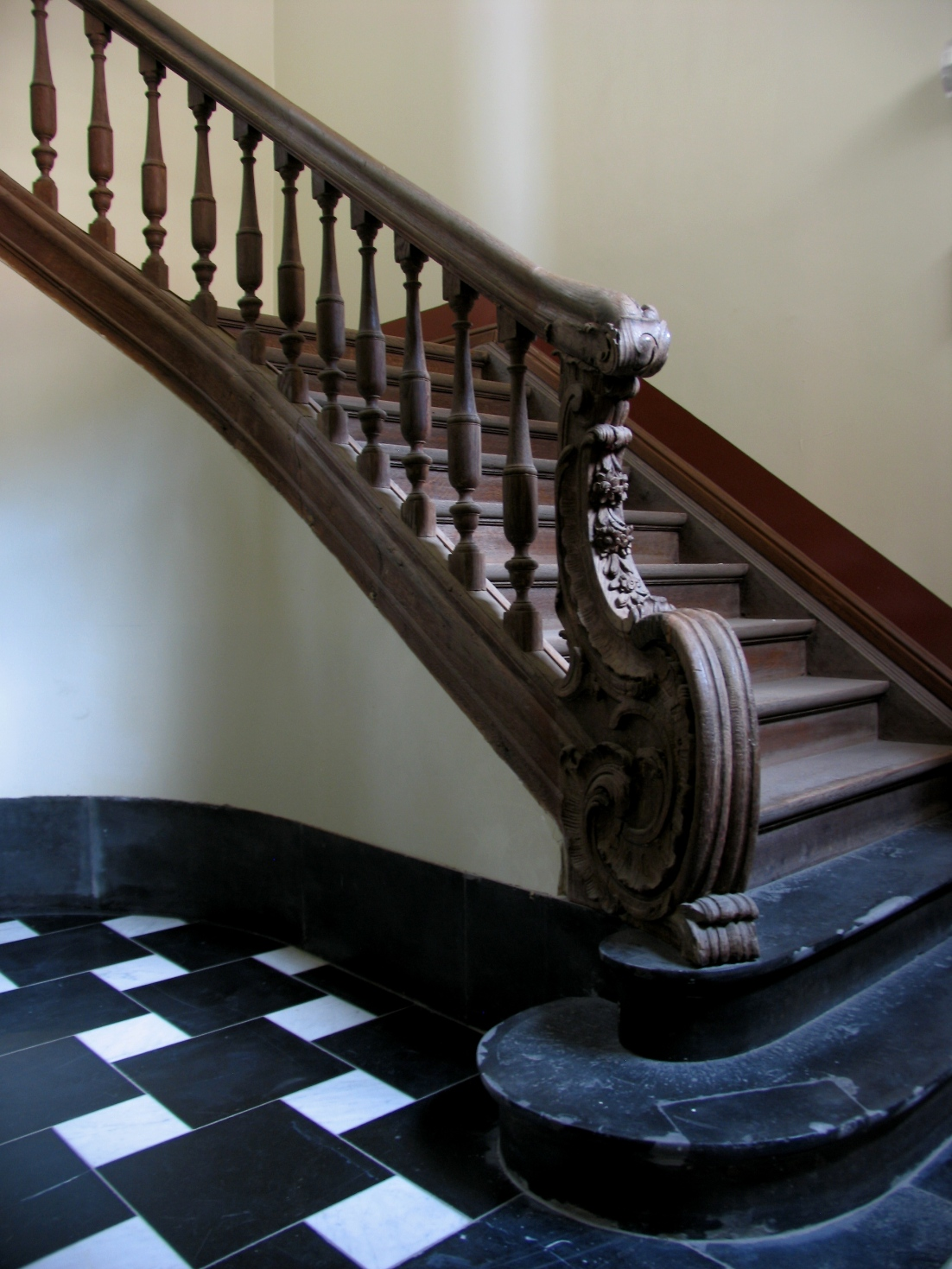
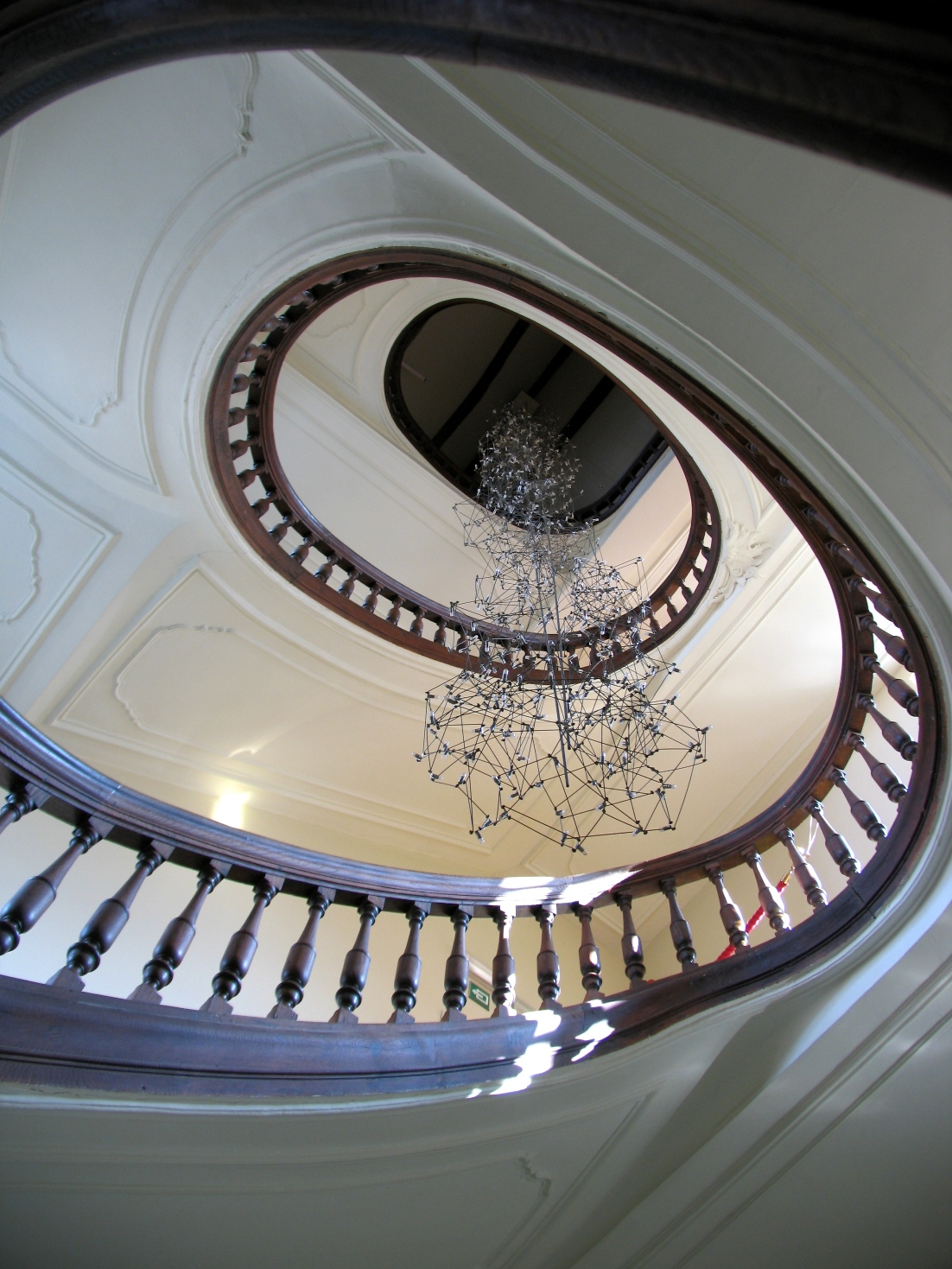
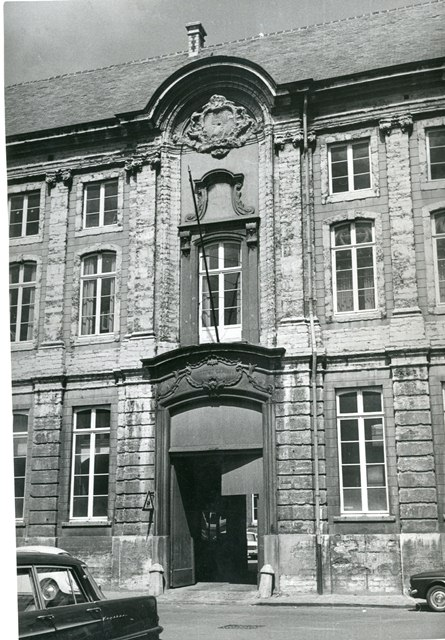
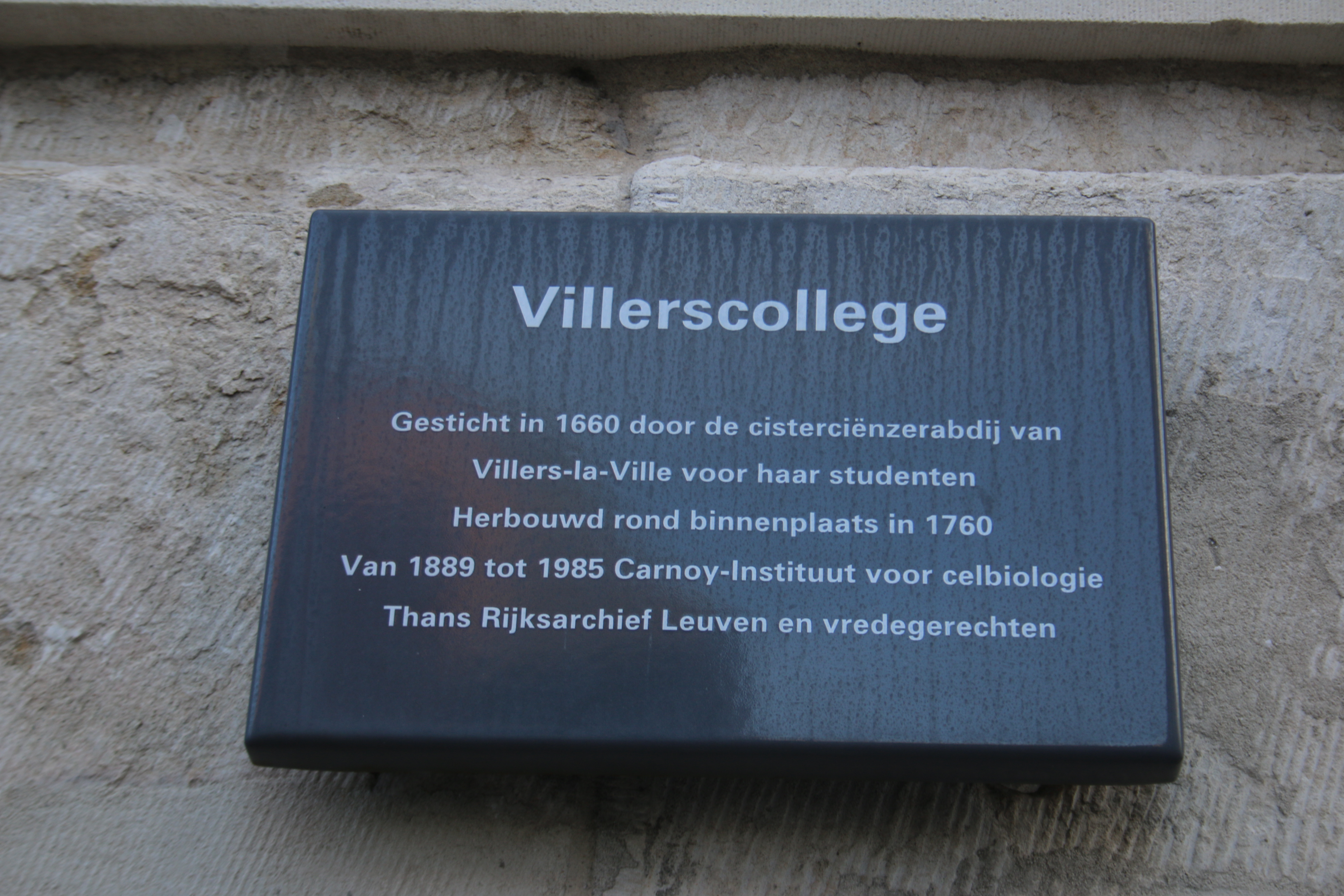